# جونغ جين-هو
جونغ جين-هو (هانغل: 정진호) هو لاعب كرة قدم كوري جنوبي في مركز الوسط، ولد في 8 فبراير 1996 في كوريا الجنوبية. لعب مع Kamatamare Sanuki ‏.

## وصلات خارجية
- جونغ جين-هو على موقع رابطة كرة القدم اليابانية للمحترفين (اليابانية)
- جونغ جين-هو على موقع قاعدة بيانات كرة القدم.إي يو (الإنجليزية)